# Seltz (Luksemburg)
Seltz (lb. Selz) – mała miejscowość (lieu-dit) w środkowym Luksemburgu, której część leży w kantonie Diekirch, w gminie Bettendorf, a pozostała jej część w kantonie Vianden, w  gminie Tandel. Do 3 października 2015 miejscowość leżała w dystrykcie Diekirch, a do 31 grudnia 2005 należała do gminy Fouhren.